# E-bokföring
E-bokföring är bokföring med hjälp av internet. Man kan jämföra med e-post som är en elektronisk variant av vanlig post – samma grundprincip men digital hantering istället för manuell.
E-bokföring underlättar traditionell bokföring på så vis att bokföringen bli mer automatiserad, vilket sparar tid. Användaren slipper att själv manuellt knappa in debet och kredit, eller betala en revisor för att göra detta, och e-bokföringsprogrammen kan även vara kopplade till kundens internetbank vilket ytterligare automatiserar bokföringen och betalningar. E-bokföring kan vara direkt kopplad till revisorsfirma där de gör månadsavstämningar och bokslut. 
E-bokföring, ofta även kallat webbaserad bokföring eller internetbaserad bokföring, erbjuds ofta som en molntjänst. Det betyder att själva e-bokföringsprogrammet ligger på externa servrar som ägs eller hyrs av programleverantören, och inte hos användaren. Det ger bättre säkerhet, enklare uppdateringar och bättre åtkomst (via internet från vilken dator som helst).